# Belinda Goss
Belinda Goss (Devonport, Tasmania, 6 de gener de 1984) és una ciclista australiana que s'ha especialitzat la pista.

## Palmarès en pista
- 2004
  - Campiona d'Oceania en Puntuació
  - Campiona d'Oceania 1 en Scratch
  - Campiona d'Oceania 2 en Scratch
- 2007
  -  Campiona d'Austràlia en Puntuació
- 2008
  -  Campiona d'Austràlia en Puntuació
- 2009
  -  Campiona d'Austràlia en Puntuació
- 2010
  -  Campiona d'Austràlia en Scratch
  -  Campiona d'Austràlia en Puntuació

### Resultats a laCopa del Món en pista
- 2009-2010
  - 1a a Manchester, en Scratch

## Palmarès en ruta
- 2007
  - Vencedora d'una etapa al Tour del Bay Classic
  - Vencedora de 2 etapes al Tour of Chongming Island
  - Vencedora d'una etapa al UniSA Women's Criterium Series